# Elephantulus rupestris
La musaraña elefante de roca occidental (Elephantulus rupestris) es una especie de mamífero afroterio del orden Macroscelidea.
Vive en Namibia, Sudáfrica, y posiblemente en el sur de Angola y sudoeste de Botsuana. Sus hábitats naturales son las zonas de arbustos tropicales y subtropicales y las zonas rocosas.